# Florencita-(Nd)
La florencita-(Nd) és un mineral de la classe dels fosfats, que pertany al grup de la plumbogummita. Rep el nom per la seva relació amb florencita (ara florencita-(Ce)). L'arrel del nom és en honor del doctor William Florence (1864-1942), qui va fer un examen químic preliminar de l'espècie. El sufix "-(Nd)" es va afegir més tard en al·lusió al neodimi, sent la terra rara dominant en la composició.

## Característiques
La florencita-(Nd) és un fosfat de fórmula química NdAl₃(PO₄)₂(OH)₆. La seva duresa a l'escala de Mohs es troba entre 5 i 6.
Segons la classificació de Nickel-Strunz, la florencita-(Nd) pertany a «08.BL: Fosfats, etc. amb anions addicionals, sense H₂O, amb cations de mida mitjana i gran, (OH, etc.):RO₄ = 3:1» juntament amb els següents minerals: beudantita, corkita, hidalgoïta, hinsdalita, kemmlitzita, svanbergita, woodhouseïta, gal·lobeudantita, arsenogoyazita, arsenogorceixita, arsenocrandal·lita, benauita, crandal·lita, dussertita, eylettersita, gorceixita, goyazita, kintoreïta, philipsbornita, plumbogummita, segnitita, springcreekita, arsenoflorencita-(La), arsenoflorencita-(Nd), arsenoflorencita-(Ce), florencita-(Ce), florencita-(La), waylandita, zaïrita, arsenowaylandita, graulichita-(Ce), florencita-(Sm), viitaniemiïta i pattersonita.

## Formació i jaciments
Va ser descrita a la carretera de la Pedrera Sausalito, a la localitat de Sausalito, dins el comtat de Marin (Califòrnia, Estats Units). També ha estat descrita a la República Txeca, Rússia, Sud-àfrica i Ruanda. Aquests cinc indrets són els únics de tot el planeta on ha estat descrita aquesta espècie mineral.